# Орнано Гранде (Терамо)
Орнано Гранде (итал. Ornano Grande) је насеље у Италији у округу Терамо, региону Абруцо.
Према процени из 2011. у насељу је живело 410 становника. Насеље се налази на надморској висини од 496 м.